# Vigoulant
Vigoulant là một xã ở tỉnh Indre ở miền trung nước Pháp. Xã này có diện tích 9,71 km², dân số năm 1999 là 109 người. Khu vực này có độ cao trung bình 346 mét trên mực nước biển.